# Winmodem
Ett Winmodem är ett modem till en dator som har ett enklare utförande eftersom fler funktioner utförs i persondatorns centralenhet medelst en drivrutin som körs under Microsoft Windows.
Winmodem är svåra att anpassa till andra operativsystem eftersom koden i drivrutinen kan vara komplex, avsedd endast för Windows, och inte öppen källkod.